# 307261 Máni
307261 Máni là một thiên thể vành đai Kuiper cổ điển và là vật thể lớn nhất trong Hệ Mặt Trời chưa được đặt tên.Nó được phát hiện vào năm 2002 bởi Michael Brown và Chad Trujillo. Hiện tại nó cách Mặt Trời khoảng 47,2 AU và sẽ dịch chuyển tới điểm cận nhật vào năm 2123. Kính viễn vọng Không gian Spitzer ước lượng nó có đường kính là 726 ± 123 km. Đội Herschel ước lượng là 924 ± 47 km, sẽ khiến nó trở thành một trong số 10 TNO lớn nhất được biết đến hiện tại. Dựa vào kích thước của Máni, Brown liệt nó vào loại có khả năng là một hành tinh lùn.Tuy nhiên, suất phản chiếu của nó đưa ra điều ngược lại: tối, kích cỡ trung bình, đường kính ít hơn 1000 km với suất phản chiếu ít hơn 0.2, khiến nó có ít khả năng được xếp loại hành tinh lùn.  Máni đã được quan sát tổng cộng 55 lần.

## Đặc điểm vật lý
Kính thiên văn vũ trụ Spitzer ước tính nó có đường kính 726 ± 123 km. Nhóm Herschel ước tính nó là 934 ± 47 km, điều này sẽ khiến nó trở thành một trong 10 TNO lớn nhất hiện được biết đến và đủ lớn để được coi là một hành tinh lùn theo đề xuất dự thảo năm 2006 của IAU. Không có mặt trăng được biết đến, chúng tôi không có ước tính khối lượng. Dựa trên kích thước của nó, Brown liệt kê nó gần như chắc chắn là một hành tinh lùn, tuy nhiên, suất phản chiếu thấp của nó cho thấy điều ngược lại: các vật thể tối, cỡ trung bình như thế này, đường kính nhỏ hơn khoảng 1000 km và có ít albedo hơn khoảng 0,2, có khả năng chưa bao giờ được tái xuất hiện và do đó có lẽ không có sự khác biệt, khiến chúng rất khó giúp hành tinh trở thành các hành tinh lùn.

## Quỹ đạo
Nó có quỹ đạo và vị trí hiện tại tương tự Quaoar, mặc dù độ lệch tâm và độ nghiêng cao hơn, quay quanh mỗi 269,45 năm. Nó có cộng hưởng 3: 5 với Sao Hải Vương, cùng với những hành tinh nhỏ hơn 120347 Salacia, (55637) 2002 UX25 và (90568) 2004 GV9.